# Morro de São Paulo

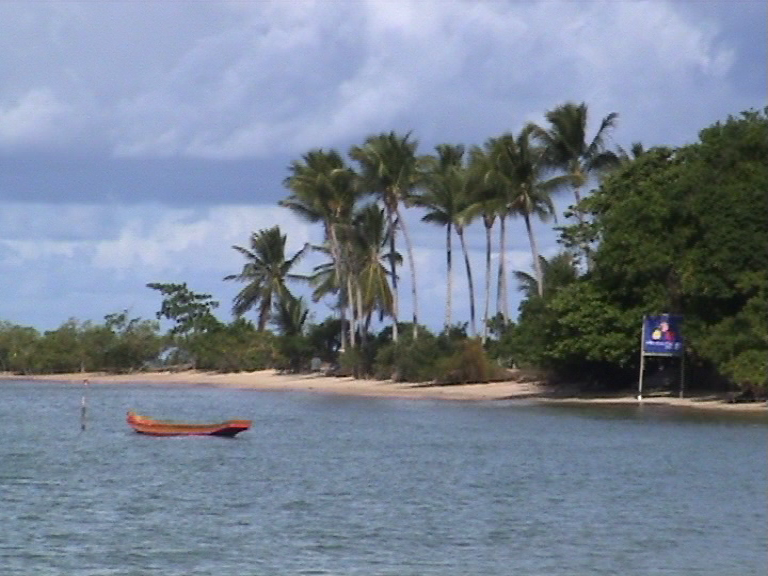
Morro de São Paulo

Morro de São Paulo és una població de l'illa de Tinharé, municipi de Cairu, Estat de Bahia, regió coneguda com a Costa do Dendê, i té les seves arrels a la història del Brasil.
Actualment les seves platges hi van turistes de tot el món.

## Història

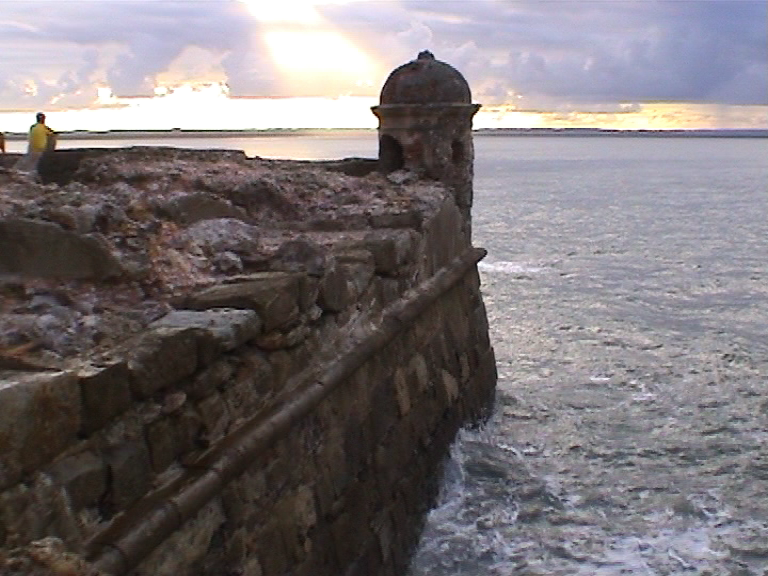
Castell de Morro de São Paulo

- 1531 - Desembarcament de Martim Afonso de Sousa i inici de la colonització.
- 1535 - Fundació de la Vila de Morro de São Paulo a l'extrem nord de l'illa per Francisco Romero i una població local.
- 1624 - En la seva ruta cap Salvador el comandant Johan Van Dortt i la seva esquadra desembarquen a l'illa.
- 1628 - L'illa és atacada i saquejada per l'almirall Pieter Pieterzoon Hiyn dels Països Baixos
- 1630 - Iniciada la construcció de la Fortalesa de Morro de São Paulo per ordre del Governador General Diogo Luiz de Oliveira.
- 1728 - Acabada la construcció del Forte da Ponta. Tropes de Portugal derroten l'almirall francès Nicolas Durand de Villegagnon.
- 1746 - Construcció de la Fonte Grande, el major sistema d'abastiment d'aigua de la Bahia colonial
- 1845 - Concluídes les obras de l'església i Convent Santo Antônio.
- 1855 - Construcció del far.
- 1859 - L'illa rep la visita de la Família Imperial Brasilera i de Pere II del Brasil.

## Turisme

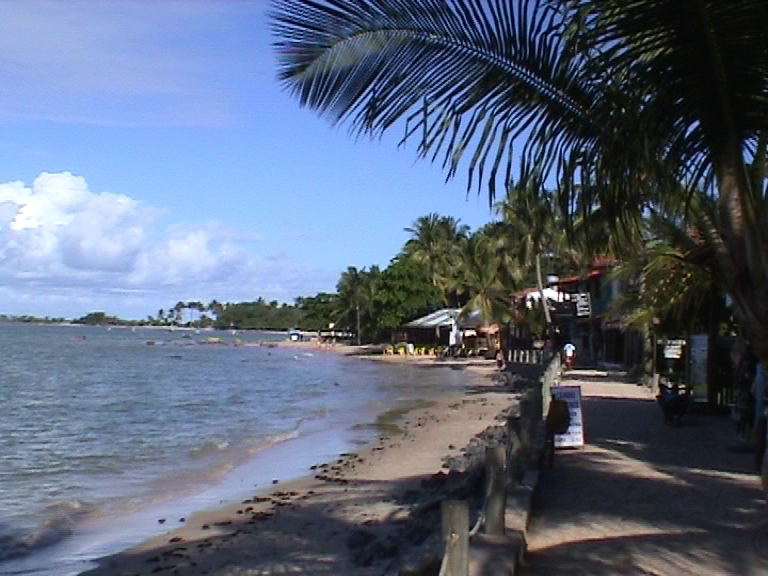
Morro de São Paulo

Les platges estan numerades.

### Platja 1
On hi hagué les primeres cases i atraccions marítimes d'estiu. Avui en dia la majoria s'han convertit en "pousadas" (posades), botigues o restaurants, i les poques que queden es lloguen a turistes tot l'any.
Igual que va passar amb les cases convertides en "pousadas", els quioscos de platja són gairebé tots de propietat de les famílies locals.
La primera platja també és coneguda per les atraccions marines. Aquesta platja també serveix com a zona d'aterratge de la tirolesa, des del far.

### Platja 2
Potser la més coneguda especialment entre els joves, on es poden veure rodes de Capoeira, voleibol, futbolei, etc. De nit hi ha ambient fins a la matinada.

### Platja 3
Hi ha una gran varietat de Pousadas, restaurants, botigues i càmpings.
Aquesta platja és especial degut a l'illa de Caitá, formada per una llarga barrera coral·lina. Les imatges submarines de peixos de colors i coralls, s'hi pot llogar tot l'equip. També s'hi ofereixen viatges en vaixell.
És coneguda com a illa de la Saudade (nostàlgia).

### Platja 4
A primera vista, la Platja 4 sembla no tenir fi, una gran barrera de corall de les més diverses formes crea innombrables piscines naturals al llarg d'aquesta platja on es poden veure tota mena de peixos. La Platja 4 és molt més silenciosa que les seves germanes.
Després de la Platja 4, la primera entrada va a Zimbo, un petit poble. Entrant a Zimbo, hi ha diversos senders que condueixen al poblet de Gamboa, o a la muntanya de Mangada.
També hi ha les platges de los Encantos, Garapuá, Boipeba, Punta de la piedra.

## Gastronomia
Basada en tota mena de peixos i marisc de l'illa.

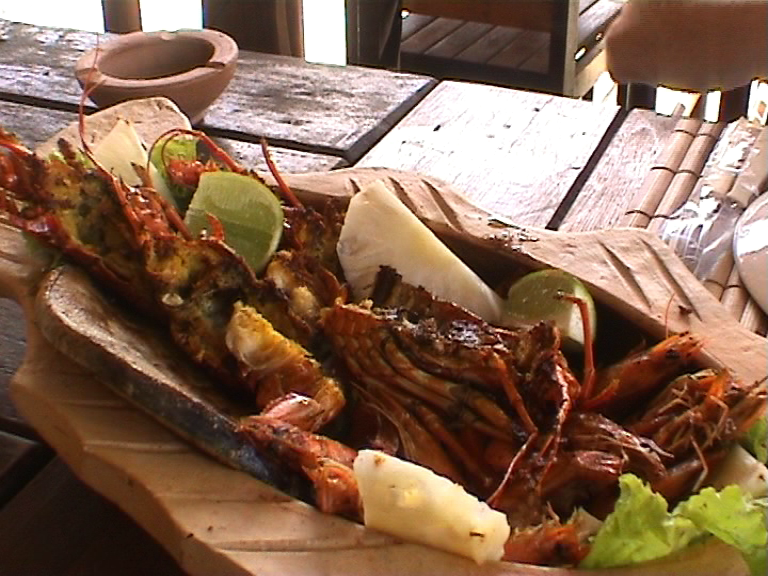
Marisc de l'illa

## Accés
Hi ha un fast Ferry que surt de Salvador de Bahia.
Des de l'Aeroport de Salvador, es pot agafar una avioneta fins a la mateixa l'illa, molt a prop de les zones lúdiques més importants.